# 神佛分離
神佛分離（日语：／ shinbutsu bunri）為日本明治時代前期所發生的一系列針對佛教的宗教事件，其目的在於將佛教與日本既有的神道信仰分離，打破傳統日本社會「神佛習合」的格局，以提升神道至等同國教的地位。此現象至明治憲法施行後，才由宗教自由與「國家神道」政策取代。

## 概述
慶應四年（即明治元年，1868年）三月二十八日，明治新政府頒布「神佛分離令」（正式名稱是「神佛判然令」），以禁止天皇所信從的神道與佛教混合。卻因誤解，於是民間引發「廢佛毀釋」運動，造成佛教空前的迫害浩劫，大量佛寺佛像被毀，僧侶被強制還俗。相反，神祇官職逐漸上升，使得神道「國教化」。而此前的日本佛教在此事件後，逐漸產生一群復興佛教以己任的僧侶。
神佛判然令下達前，神社的神官常被稱呼為「和尚」，有些巫女則被稱呼為「比丘尼」，比如著名的「熊野比丘尼」，即是為熊野三山神社勸募的團體。
江戶時代亦有儒學昌盛的藩國施行神佛分離政策，如岡山藩、水戶藩、淀藩；出雲大社在17世紀亦採取神佛分離的作法。